# Greta moschion
Greta moschion är en fjärilsart som beskrevs av Frederick DuCane Godman och Osbert Salvin 1901. Greta moschion ingår i släktet Greta och familjen praktfjärilar. Inga underarter finns listade i Catalogue of Life.